# Cuccaro Monferrato
Cuccaro Monferrato (Cucri in piemontese, Chicri in dialetto locale) è stato un comune italiano di 324 abitanti della provincia di Alessandria, in Piemonte. Dal 1º febbraio 2019 si è fuso col vicino comune di Lu a formare il nuovo comune di Lu e Cuccaro Monferrato.
Collocato su una dorsale che lo collega al vicino Lu, era abitato già in età medioevale. Cuccaro è principalmente un centro di attività agricole e turistiche legate, in particolare, alla produzione del vino.

## Storia
Ricerche storiche condotte in particolar modo dai primi anni dell'Ottocento grazie all'opera di studiosi quali Gian Francesco Galeani Napione e in anni recenti dal Centro Studi Colombiani Monferrini (promotore di tre convegni nel 1999, nel 2006 e nel 2017 alla presenza di studiosi italiani e stranieri, tra i quali molti docenti universitari), vogliono che membri della famiglia di Cristoforo Colombo abbiano risieduto a Cuccaro Monferrato. In paese è stato realizzato anche un museo dedicato alla famiglia Colombo di Cuccaro.

### Simboli
Lo stemma e il gonfalone del comune di Cuccaro erano stati concessi con D.P.R. del 29 luglio 1993.
Il comune aveva adottato, brisato da una bordura, lo stemma dei Colombo, antichi feudatari e signori di Cuccaro, Mottagrana, Treville, Conzano, Bldesco, Ozzano (Monferrato), Castellengo, Ricaldone, Rocchetta Palafea.
Il gonfalone era un drappo di bianco.

## Monumenti e luoghi d'interesse
- Chiesa dell'Assunzione di Maria Vergine
- Chiesa della Madonna della Neve: locata nella parte originale e più alta del paese detta appunto "Montalto" e raggiungibile attraverso una ripida strada la piccola e bianca chiesa della Madonna della Neve è facilmente visibile circondata da alberi sulla dorsale che conduce a Lu Monferrato. La costruzione attuale è della prima metà dell'Ottocento, anche se già anticamente qui sorgeva una chiesetta di cui rimane traccia nei registri del parroco dei paese sin dal Settecento.

## Società

### Evoluzione demografica
Negli ultimi cento anni, a partire dal 1921, la popolazione residente si è ridotta del 75 %.
Abitanti censiti

## Amministrazione
Di seguito è presentata una tabella relativa alle amministrazioni che si sono succedute in questo comune.
| Periodo        | Periodo         | Primo cittadino        | Partito                       | Carica  | Note  |
| -------------- | --------------- | ---------------------- | ----------------------------- | ------- | ----- |
| 6 giugno 1985  | 25 maggio 1990  | Felice Porrati         | Democrazia Cristiana          | Sindaco | [ 7 ] |
| 25 maggio 1990 | 24 aprile 1995  | Felice Porrati         | Democrazia Cristiana          | Sindaco | [ 7 ] |
| 24 aprile 1995 | 14 giugno 1999  | Felice Porrati         | centro                        | Sindaco | [ 7 ] |
| 14 giugno 1999 | 14 giugno 2004  | Pier Giuseppe Brusasco | lista civica                  | Sindaco | [ 7 ] |
| 14 giugno 2004 | 8 giugno 2009   | Pier Giuseppe Brusasco | lista civica                  | Sindaco | [ 7 ] |
| 8 giugno 2009  | 26 maggio 2014  | Fabio Bellinaso        | lista civica: Cuccaro in vita | Sindaco | [ 7 ] |
| 26 maggio 2014 | 31 gennaio 2019 | Fabio Bellinaso        | lista civica: Cuccaro in vita | Sindaco | [ 7 ] |

### Gemellaggi
- Valdemarsvik

## Galleria d'immagini

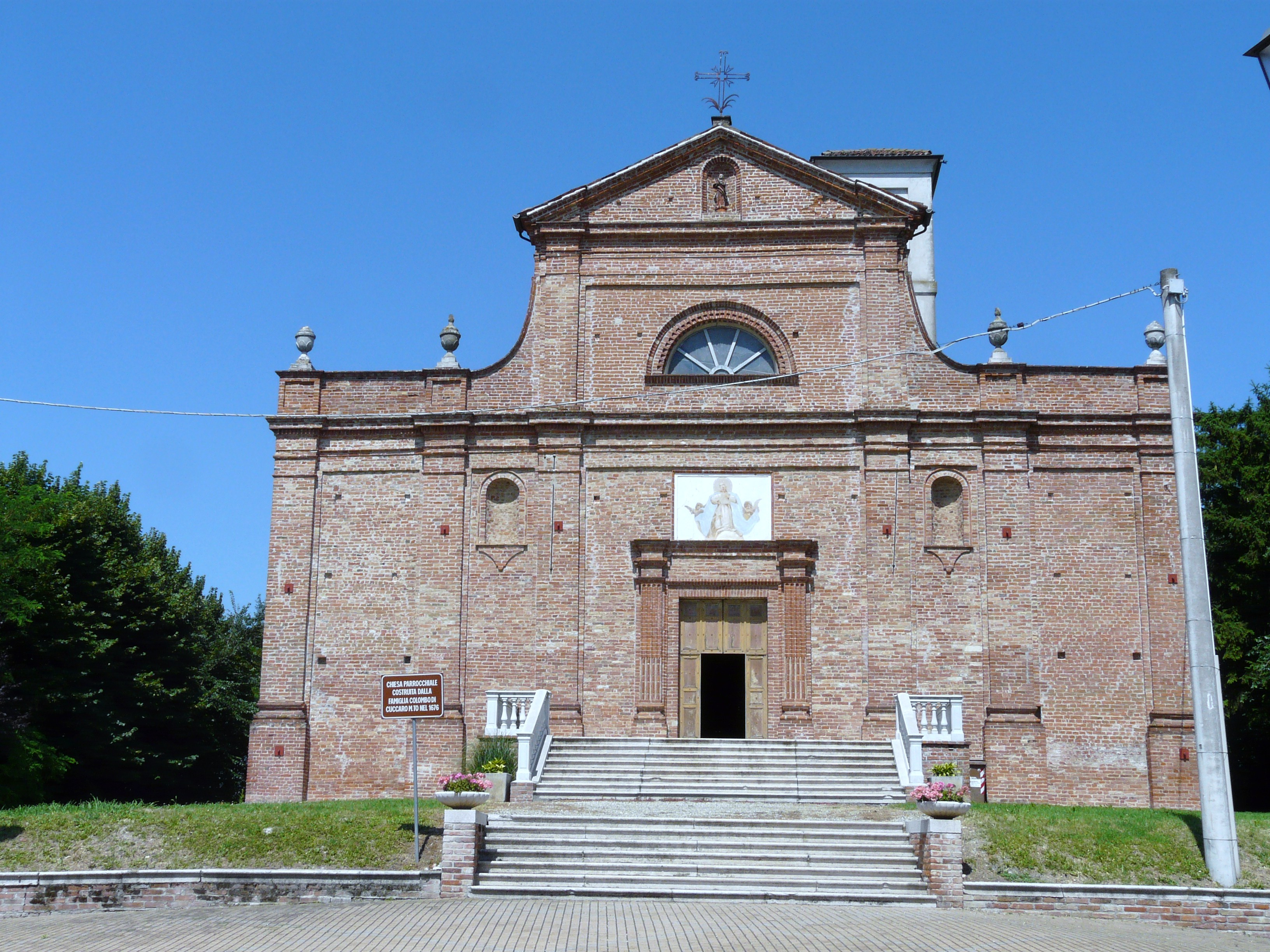
Chiesa della Santissima Maria Assunta
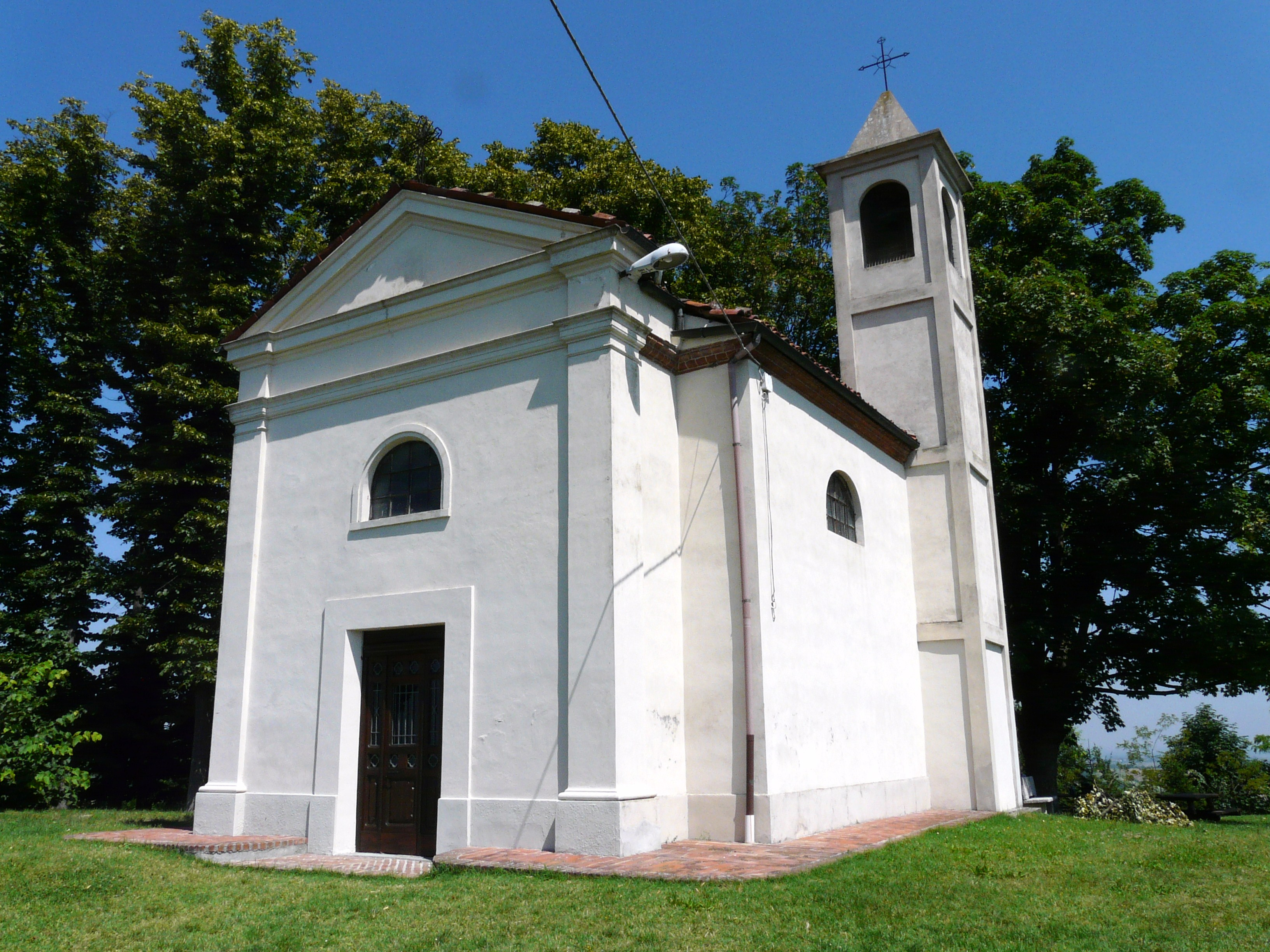
Chiesetta della Madonna della Neve
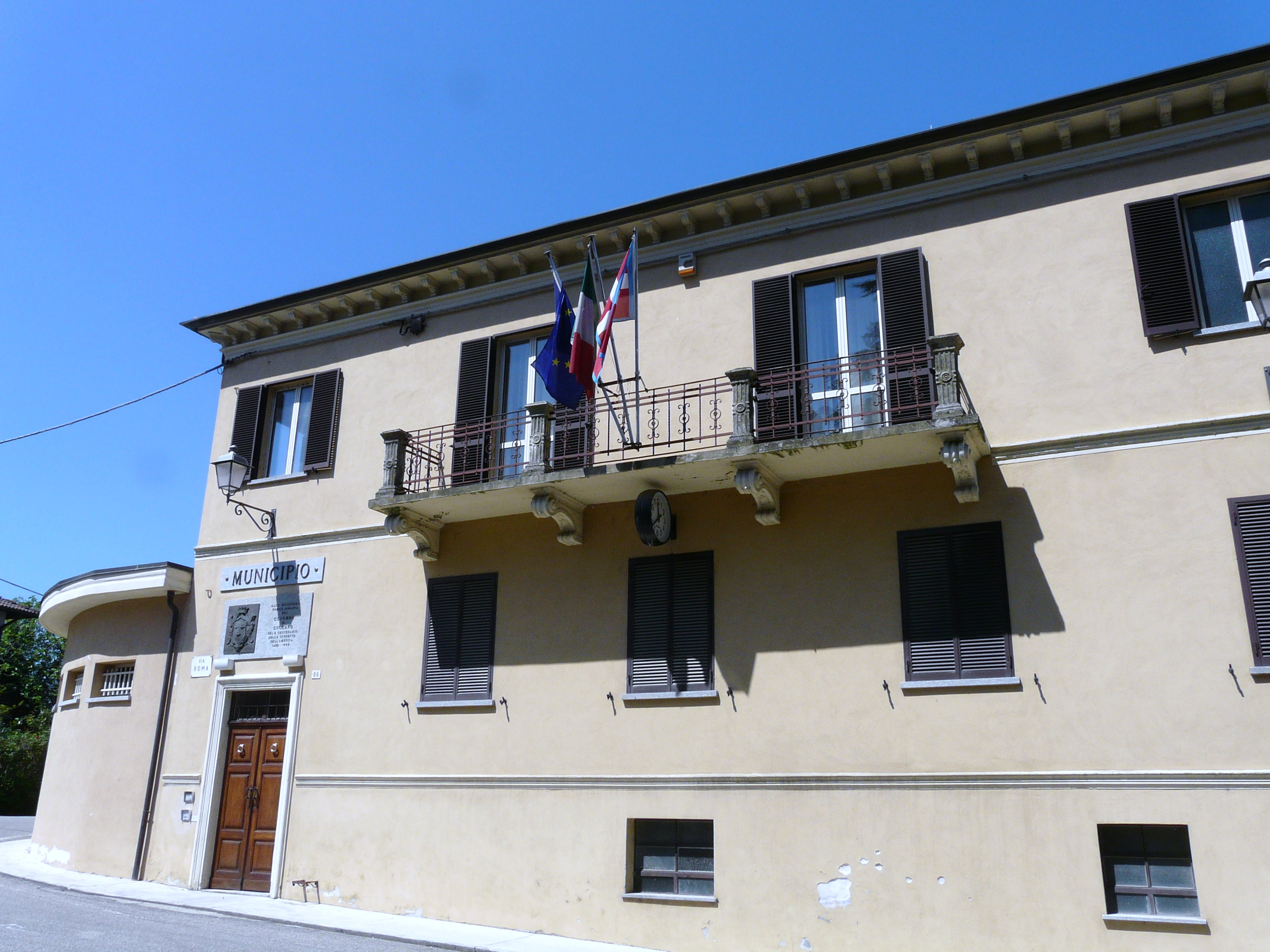
Municipio
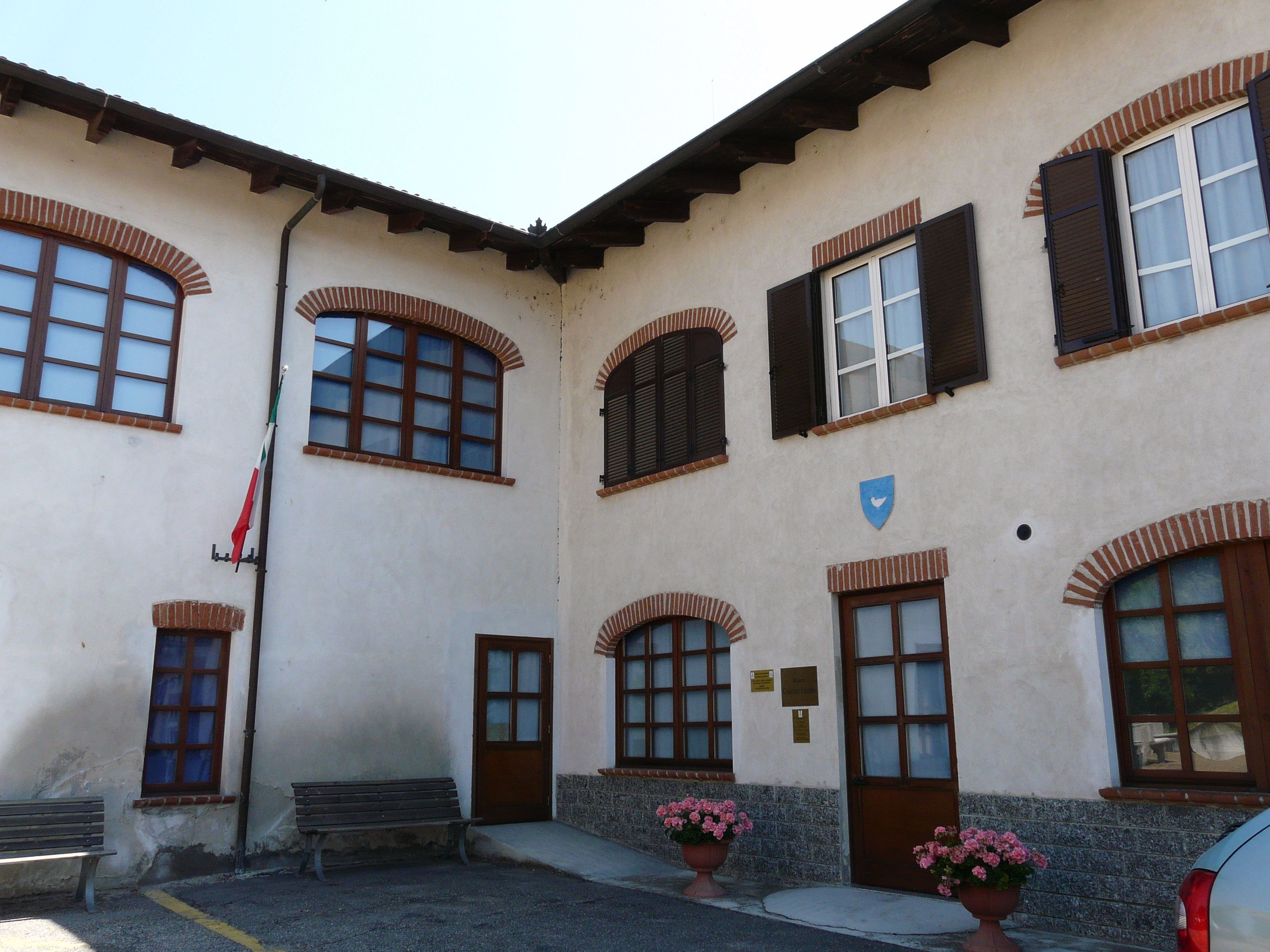
Museo Cristoforo Colombo